# Међународна оријентиринг федерација
Међународна оријентиринг федерација (енгл. International Orienteering Federation, скраћено ИОФ) је међународна организација националних оријентиринг савеза са седиштем у Финској. Основали су је, 21.05.1961. године у престоници Данске Копенхагену, представници националних савеза Бугарске, Данске, Западне Немачке, Источне Немачке, Мађарске, Норвешке, Финске, Чехословачке, Швајцарске и Шведске. Данас ИОФ броји 70 чланица (од чега је 49 пуноправних чланица и 21 придружена) на свих шест континената, међу којима је и Оријентиринг савез Србије. ИОФ је 1977. године признат од стране Међународног олимпијског комитета.
На међународном нивоу, организују се сваке године светска првенства у јуниорској, сениорској и ветеранској конкуренцији. Поред тога, сваке године се организује Светски куп (енгл. World Cup) за који се бодује десетак трка (2008. 13, 2009. 9, 2010. 14) широм света, Светска лига (енгл. World Ranking, попут ранг листа у тенису) за коју се бодује читав низ трка (енгл. World Ranking Events), од чега ће се 5 трка тог типа одржати у Србији током 2009. године.

## Чланови Међународна оријентиринг федерација
Списак чланова Међународне оријентиринг федерације са њиховим називима према званичном сајту организације.
| Држава               | Чланство   | Организација (е) |
| -------------------- | ---------- | ---------------- |
| Аргентина            | придружено |                  |
| Аустралија           | пуноправно |                  |
| Аустрија             | пуноправно |                  |
| Белгија              | пуноправно |                  |
| Белорусија           | пуноправно |                  |
| Бразил               | пуноправно |                  |
| Бугарска             | пуноправно |                  |
| Уједињено Краљевство | пуноправно |                  |
| Венецуела            | придружено |                  |
| Грузија              | придружено |                  |
| Грчка                | придружено | /                |
| Данска               | пуноправно |                  |
| Еквадор              | придружено |                  |
| Естонија             | пуноправно |                  |
| Израел               | пуноправно |                  |
| Индија               | придружено |                  |
| Индонезија           | придружено |                  |
| Ирска                | пуноправно |                  |
| Италија              | пуноправно |                  |
| Јамајка              | пуноправно |                  |
| Јапан                | пуноправно |                  |
| Јужна Кореја         | пуноправно |                  |
| Јужна Африка         | пуноправно |                  |
| Казахстан            | пуноправно |                  |
| Канада               | пуноправно |                  |
| Кенија               | придружено |                  |
| Кина                 | пуноправно |                  |
| Киргистан            | придружено |                  |
| Колумбија            | пуноправно |                  |
| Куба                 | придружено |                  |
| Летонија             | пуноправно |                  |
| Литванија            | пуноправно |                  |
| Лихтенштајн          | пуноправно |                  |
| Мађарска             | пуноправно |                  |
| Македонија           | придружено |                  |
| Малезија             | придружено |                  |
| Мозамбик             | придружено |                  |
| Молдавија            | пуноправно |                  |
| Монголија            | пуноправно |                  |
| Немачка              | пуноправно |                  |
| Нови Зеланд          | пуноправно |                  |
| Норвешка             | пуноправно |                  |
| Пакистан             | придружено | /                |
| Панама               | придружено |                  |
| Пољска               | пуноправно |                  |
| Порторико            | придружено |                  |
| Португалија          | пуноправно |                  |
| Румунија             | пуноправно |                  |
| Русија               | пуноправно |                  |
| САД                  | пуноправно |                  |
| Северна Кореја       | пуноправно |                  |
| Словачка             | пуноправно |                  |
| Словенија            | пуноправно |                  |
| Сомалија             | придружено |                  |
| Србија               | пуноправно | (ОСС)            |
| Република Кина       | пуноправно |                  |
| Тајланд              | придружено |                  |
| Турска               | пуноправно |                  |
| Украјина             | пуноправно |                  |
| Уругвај              | придружено |                  |
| Финска               | пуноправно |                  |
| Француска            | пуноправно |                  |
| Холандија            | пуноправно |                  |
| Хонгконг             | пуноправно |                  |
| Хрватска             | пуноправно |                  |
| Чешка Република      | пуноправно |                  |
| Чиле                 | придружено |                  |
| Швајцарска           | пуноправно |                  |
| Шведска              | пуноправно |                  |
| Шпанија              | пуноправно |                  |